# FK Metallourg Lipetsk
Maillots
Actualités
Le Metallourg Lipetsk (russe : «Металлург» Липецк) est un club de football russe fondé en 1957 et basé à Lipetsk.
Professionnalisé dès 1958, il devient un habitué des divisions inférieures soviétiques, évoluant notamment au deuxième échelon entre 1958 et 1962, puis de 1968 à 1969 et enfin entre 1973 et 1974, et passant le reste de son temps en troisième division. Cet état de fait perdure après son intégration au sein des championnats russes en 1992, qui voit le club faire régulièrement l'ascenseur entre la deuxième division et la troisième division.

## Histoire

### Période soviétique (1957-1991)
Le club est fondé en 1957 sous le nom Troudovyé Rezervy. Il est intégré dès l'année suivante au sein de la deuxième division soviétique où il atteint la douzième place de la première zone lors de ses deux premières saisons avant de finir dixième en 1960. Renommé Torpedo l'année suivante, il atteint dans le même temps la sixième place du troisième groupe de la RSFS de Russie. Après avoir fini dixième en 1962, le club est cependant relégué au troisième échelon à la suite d'une réorganisation des divisions soviétiques.
Après avoir fini dixième puis quatorzième et avant-dernier entre 1963 et 1964, l'équipe est renommée à nouveau, devenant cette fois le Metallourg à partir de 1965. Dans la foulée de ce changement de nom, le club voit une remontée de ses résultats avec une quatrième puis une sixième place entre 1965 et 1966 avant de terminer troisième du deuxième groupe de la RSFS en 1967, lui permettant de retrouver le deuxième niveau. L'équipe termine dans un premier temps dix-neuvième du deuxième groupe en 1968 avant d'atteindre la septième place l'année suivante, une nouvelle réforme du football soviétique l'amène cependant à être une nouvelle fois renvoyé au troisième niveau.
Finissant septième de la deuxième zone en 1970, le Metallourg parvient dès l'année suivante à finir premier de la quatrième zone et à accéder à la phase finale, où il termine cependant quatrième sur cinq et échoue à la promotion. Il continue cependant sur sa lancée en 1972 et remporte une nouvelle fois sa zone, la troisième cette fois, avant d'atteindre la deuxième place en phase finale, lui permettant d'être à nouveau promu au sein de deuxième division. Son retour s'avère dans un premier temps très positif, avec une cinquième place au terme de la saison 1973. L'année suivante est cependant plus difficile et l'équipe ne peut faire mieux qu'une dix-neuvième et avant-dernière place amenant finalement à sa relégation.
Dans la foulée de cette descente, le club est renommé Novolipetsk à partir de 1975, un nom qu'il porte pendant trois années avant de revenir à l'appellation précédente dès 1979. Pendant ce temps l'équipe reprend petit à petit sa place en haut de classement des différents groupes qu'elle côtoie, et connaît notamment une période relativement faste entre 1983 et 1986 qui la voit finir cinq fois sur le podium de la cinquième zone, incluant deux premières places en 1983 et 1986. Il est cependant défait à chaque fois lors des phases finales. Cette dernière année voit par ailleurs le club atteindre les quarts de finale de la Coupe d'Union soviétique, où il est finalement éliminé par le Zénith Léningrad, ce qui constitue sa meilleure performance dans la compétition. Ses résultats retombent légèrement par la suite et il ne quitte plus la troisième division jusqu'à dissolution de l'Union soviétique en fin d'année 1991.

### Période russe (depuis 1992)
Après la fin du système soviétique, le club parvient à être intégré directement au sein de la nouvelle deuxième division russe, dont il intègre le groupe Ouest en 1992. Y finissant septième pour sa première année, il atteint l'année suivante la dixième place mais subit dans le même temps la réorganisation de la division qui réduit drastiquement son nombre d'équipes, et est finalement relégué au troisième échelon en 1994. Finissant septième puis neuvième entre 1994 et 1995, le Metallourg parvient finalement à remporter le groupe Ouest à l'issue de l'exercice 1996, comptant notamment 93 points en 38 matchs, et retrouve ainsi la deuxième division.
Il continue par la suite sur sa lancée en 1997 et prend part à la course au titre et à la montée en première division. Il échoue cependant dans cet objectif, ne terminant finalement que deuxième à huit points de l'Ouralan Elista. L'équipe contient alors plusieurs joueurs d'expérience venus des divisions d'élite, tels qu'Aleksandr Jidkov, Igor Menchtchikov, Oleh Kastornyi ou encore Valeri Jarbko. Les saisons suivantes s'avèrent moins marquantes, les performances de l'équipe retombant peu à peu avec une douzième place l'année suivante puis une quinzième position en 1999. Cette détérioration l'amène finalement à terminer dix-huitième au terme de l'exercice 2000 et d'être relégué en troisième division. Paradoxalement, cette même année la voit atteindre les quarts de finale de la Coupe de Russie, où elle est cependant éliminée par le Lokomotiv Moscou, futur vainqueur de la compétition.
Intégrant cette fois le groupe Centre du troisième échelon en 2001, le Metallourg s'impose immédiatement comme l'équipe dominante du groupe en l'emportant directement au terme de l'exercice et accédant ainsi aux barrages de promotion. Opposé au Dinamo Saint-Pétersbourg, vainqueur du groupe Ouest, le club est cependant défait lors du match aller à Saint-Pétersbourg sur le score de 2-0. Il ne parvient par la suite pas à remonter ce score et ne parvient à l'emporter qu'1-0 chez lui, lui faisant rater la promotion. Cet échec est cependant rattrapé dès l'année suivante avec une nouvelle large victoire dans le groupe Centre, avec 92 points accumulés en 38 matchs, qui amène cette fois à une promotion directe du fait de l'abandon des barrages de promotion.
Le club retrouve ainsi la deuxième division en 2003 et parvient à y atteindre la huitième place avant de finir neuvième l'année suivante. Les résultats s'effondrent cependant lors de la saison 2005 et le Metallourg termine cette fois vingtième et est relégué à nouveau. Atteignant la sixième place du groupe Centre en 2006, il retrouve rapidement sa position en haut de classement en finissant deuxième l'année suivante puis de l'emporter une nouvelle fois au terme de l'exercice 2008. Effectuant alors son quatrième passage dans le deuxième échelon russe, l'équipe n'y fait cette fois pas très long feu, terminant dix-neuvième et avant-dernier en fin de saison 2009 et retombant directement en troisième division.
Les années qui suivent voient le club devenir un habitué du groupe Centre durant les années 2010, d'abord dans le milieu de classement avant de rentrer progressivement dans la lutte pour la montée à partir de 2018. Il termine finalement vainqueur de son groupe à l'issue de l'exercice 2020-2021 et assure ainsi son retour au deuxième échelon. Il échoue cependant à s'y maintenir, finissant largement dans la zone de relégation au terme de la saison 2021-2022.

## Bilan sportif

### Palmarès
| Période russe | Période soviétique |
| - Coupe de Russie - Huitièmes de finale : Cinq fois. - Championnat de Russie de D2 - Vice-champion : 1997. - Championnat de Russie de D3 - Vainqueur de groupe : 1996, 2001, 2002, 2008 et 2021. | - Coupe d'Union soviétique - Quarts de finale : 1986. - Championnat d'Union soviétique de D2 - Cinquième : 1973. - Championnat d'Union soviétique de D3 - Vainqueur de groupe : 1971, 1972, 1983 et 1986. |

### Classements en championnat
La frise ci-dessous résume les classements successifs du club en championnat d'Union soviétique.
La frise ci-dessous résume les classements successifs du club en championnat de Russie.

### Bilan par saison
Légende
- Promotion en division supérieure
- Relégation en division inférieure

#### Période soviétique
| Saison | Championnat | Championnat | Championnat | Championnat | Championnat | Championnat | Championnat | Championnat | Championnat | Championnat | Coupe d'URSS          |
| Saison | Division    | Pos         | Pts         | J           | V           | N           | D           | BP          | BC          | Diff        | Coupe d'URSS          |
| ------ | ----------- | ----------- | ----------- | ----------- | ----------- | ----------- | ----------- | ----------- | ----------- | ----------- | --------------------- |
| 1958   | 2e Zone 1   | 12e         | 21          | 30          | 7           | 7           | 16          | 27          | 57          | -30         | Huitièmes de finale Q |
| 1959   | 2e Zone 1   | 12e         | 24          | 28          | 8           | 8           | 12          | 26          | 41          | -15         | —                     |
| 1960   | 2e Russie 1 | 10e         | 27          | 30          | 10          | 7           | 13          | 39          | 39          | 0           | Finale Q              |
| 1961   | 2e Russie 3 | 6e          | 24          | 23          | 10          | 4           | 9           | 31          | 32          | -1          | Demi-finales Q        |
| 1962   | 2e Russie 2 | 10e         | 27          | 30          | 8           | 11          | 11          | 40          | 37          | +3          | Huitièmes de finale Q |
| 1963   | 3e Russie 2 | 10e         | 31          | 32          | 10          | 11          | 11          | 25          | 28          | -3          | Seizièmes de finale Q |
| 1964   | 3e Russie 3 | 14e         | 23          | 30          | 8           | 7           | 15          | 21          | 38          | -17         | Huitièmes de finale Q |
| 1965   | 3e Russie 3 | 4e          | 44          | 38          | 14          | 16          | 8           | 34          | 28          | +6          | —                     |
| 1966   | 3e Russie 2 | 6e          | 40          | 34          | 13          | 14          | 7           | 32          | 26          | +6          | Huitièmes de finale Q |
| 1967   | 3e Russie 2 | 3e          | 48          | 36          | 19          | 10          | 7           | 45          | 24          | +21         | Quarts de finale Q    |
| 1968   | 2e Groupe 2 | 19e         | 21          | 40          | 3           | 15          | 22          | 22          | 55          | -33         | 32es de finale        |
| 1969   | 2e Groupe 1 | 7e          | 39          | 38          | 10          | 19          | 9           | 36          | 33          | +3          | 128es de finale       |
| 1970   | 3e Zone 2   | 7e          | 44          | 42          | 17          | 10          | 15          | 51          | 48          | +3          | Seizièmes de finale   |
| 1971   | 3e Zone 4   | 1er         | 55          | 38          | 22          | 11          | 5           | 64          | 21          | +43         | —                     |
| 1972   | 3e Zone 3   | 1er         | 54          | 36          | 22          | 10          | 4           | 66          | 31          | +35         | —                     |
| 1973   | 2e          | 5e          | 35          | 38          | 14          | 12          | 12          | 42          | 38          | +4          | 32es de finale        |
| 1974   | 2e          | 19e         | 25          | 38          | 8           | 9           | 21          | 30          | 58          | -28         | Seizièmes de finale   |
| 1975   | 3e Zone 3   | 17e         | 29          | 38          | 9           | 11          | 18          | 39          | 58          | -19         | —                     |
| 1976   | 3e Zone 3   | 6e          | 48          | 40          | 19          | 10          | 11          | 48          | 37          | +11         | —                     |
| 1977   | 3e Zone 3   | 14e         | 33          | 40          | 10          | 13          | 17          | 46          | 49          | -3          | —                     |
| 1978   | 3e Zone 1   | 5e          | 58          | 46          | 24          | 10          | 12          | 66          | 37          | +29         | —                     |
| 1979   | 3e Zone 3   | 3e          | 66          | 48          | 28          | 10          | 10          | 75          | 40          | +35         | —                     |
| 1980   | 3e Zone 3   | 6e          | 40          | 34          | 18          | 4           | 12          | 50          | 39          | +11         | —                     |
| 1981   | 3e Zone 3   | 5e          | 40          | 34          | 18          | 4           | 12          | 59          | 30          | +29         | —                     |
| 1982   | 3e Zone 5   | 4e          | 37          | 30          | 17          | 3           | 10          | 43          | 32          | +11         | —                     |
| 1983   | 3e Zone 5   | 1er         | 51          | 32          | 21          | 9           | 2           | 57          | 15          | +42         | —                     |
| 1984   | 3e Zone 5   | 3e          | 48          | 34          | 21          | 6           | 7           | 62          | 31          | +31         | 32es de finale        |
| 1985   | 3e Zone 5   | 2e          | 40          | 30          | 15          | 10          | 5           | 46          | 24          | +22         | —                     |
| 1986   | 3e Zone 5   | 1er         | 43          | 30          | 19          | 5           | 6           | 48          | 19          | +29         | Quarts de finale      |
| 1987   | 3e Zone 5   | 5e          | 42          | 34          | 17          | 8           | 9           | 45          | 30          | +15         | 64es de finale        |
| 1988   | 3e Zone 3   | 7e          | 43          | 38          | 17          | 9           | 12          | 63          | 34          | +29         | 32es de finale        |
| 1989   | 3e Zone 5   | 5e          | 52          | 42          | 20          | 12          | 10          | 46          | 22          | +24         | —                     |
| 1990   | 3e Centre   | 4e          | 49          | 42          | 18          | 13          | 11          | 56          | 43          | +13         | —                     |
| 1991   | 3e Centre   | 4e          | 49          | 42          | 21          | 7           | 14          | 61          | 47          | +14         | 32es de finale        |
| 1991   | 3e Centre   | 4e          | 49          | 42          | 21          | 7           | 14          | 61          | 47          | +14         | Seizièmes de finale   |

1. ↑  Sept matchs nuls finalement gagnés aux tirs au but, qui rapportent donc sept points, et cinq autres perdus par le même biais qui n'en rapportent aucun.

#### Période russe
| Saison    | Championnat | Championnat | Championnat | Championnat | Championnat | Championnat | Championnat | Championnat | Championnat | Championnat | Coupe de Russie     |
| Saison    | Division    | Pos         | Pts         | J           | V           | N           | D           | BP          | BC          | Diff        | Coupe de Russie     |
| --------- | ----------- | ----------- | ----------- | ----------- | ----------- | ----------- | ----------- | ----------- | ----------- | ----------- | ------------------- |
| 1992      | 2e Ouest    | 7e          | 36          | 34          | 14          | 8           | 12          | 49          | 41          | +8          | —                   |
| 1993      | 2e Ouest    | 10e         | 46          | 42          | 20          | 6           | 16          | 68          | 50          | +18         | 32es de finale      |
| 1994      | 3e Ouest    | 7e          | 49          | 40          | 22          | 5           | 13          | 63          | 49          | +14         | 128es de finale     |
| 1995      | 3e Ouest    | 9e          | 67          | 42          | 20          | 7           | 15          | 59          | 44          | +15         | 128es de finale     |
| 1996      | 3e Ouest    | 1er         | 93          | 38          | 29          | 6           | 3           | 105         | 23          | +82         | Huitièmes de finale |
| 1997      | 2e          | 2e          | 84          | 42          | 26          | 6           | 10          | 80          | 41          | +39         | 256es de finale     |
| 1998      | 2e          | 12e         | 56          | 42          | 16          | 8           | 18          | 41          | 50          | -9          | Seizièmes de finale |
| 1999      | 2e          | 15e         | 53          | 42          | 15          | 8           | 19          | 51          | 53          | -2          | Huitièmes de finale |
| 2000      | 2e          | 18e         | 39          | 38          | 10          | 9           | 19          | 43          | 53          | -10         | Quarts de finale    |
| 2001      | 3e Centre   | 1er         | 87          | 38          | 26          | 9           | 3           | 82          | 19          | +63         | Huitièmes de finale |
| 2002      | 3e Centre   | 1er         | 92          | 38          | 29          | 5           | 4           | 74          | 18          | +56         | 256es de finale     |
| 2003      | 2e          | 8e          | 60          | 42          | 15          | 15          | 12          | 48          | 43          | +5          | Huitièmes de finale |
| 2004      | 2e          | 9e          | 59          | 42          | 17          | 8           | 17          | 47          | 48          | -1          | Seizièmes de finale |
| 2005      | 2e          | 20e         | 26          | 42          | 7           | 5           | 30          | 40          | 78          | -38         | Huitièmes de finale |
| 2006      | 3e Centre   | 6e          | 53          | 34          | 14          | 11          | 9           | 45          | 27          | +18         | Seizièmes de finale |
| 2007      | 3e Centre   | 2e          | 67          | 30          | 20          | 7           | 3           | 74          | 29          | +45         | 128es de finale     |
| 2008      | 3e Centre   | 1er         | 76          | 34          | 23          | 7           | 4           | 58          | 16          | +42         | 256es de finale     |
| 2009      | 2e          | 19e         | 31          | 38          | 8           | 7           | 23          | 30          | 62          | -32         | Seizièmes de finale |
| 2010      | 3e Centre   | 7e          | 50          | 30          | 15          | 5           | 10          | 41          | 36          | +5          | 32es de finale      |
| 2011-2012 | 3e Centre   | 7e          | 56          | 39          | 16          | 8           | 15          | 55          | 53          | +2          | Seizièmes de finale |
| 2011-2012 | 3e Centre   | 7e          | 56          | 39          | 16          | 8           | 15          | 55          | 53          | +2          | 64es de finale      |
| 2012-2013 | 3e Centre   | 4e          | 49          | 30          | 14          | 7           | 9           | 46          | 40          | +6          | 128es de finale     |
| 2013-2014 | 3e Centre   | 9e          | 40          | 30          | 11          | 7           | 12          | 35          | 36          | +1          | 64es de finale      |
| 2014-2015 | 3e Centre   | 7e          | 49          | 30          | 13          | 10          | 7           | 42          | 29          | +13         | 32es de finale      |
| 2015-2016 | 3e Centre   | 4e          | 40          | 26          | 9           | 13          | 4           | 26          | 21          | +5          | 32es de finale      |
| 2016-2017 | 3e Centre   | 7e          | 31          | 24          | 8           | 7           | 9           | 27          | 29          | -2          | 64es de finale      |
| 2017-2018 | 3e Centre   | 5e          | 43          | 26          | 12          | 7           | 7           | 34          | 34          | 0           | 128es de finale     |
| 2018-2019 | 3e Centre   | 3e          | 51          | 26          | 15          | 6           | 5           | 47          | 25          | +22         | 64es de finale      |
| 2019-2020 | 3e Centre   | 2e          | 37          | 17          | 11          | 4           | 2           | 30          | 9           | +21         | 128es de finale     |
| 2020-2021 | 3e Groupe 3 | 1er         | 63          | 30          | 19          | 6           | 5           | 59          | 28          | +31         | 128es de finale     |
| 2021-2022 | 2e          | 19e         | 33          | 38          | 9           | 6           | 23          | 31          | 70          | -39         | Phase de groupes    |
| 2022-2023 | 3e Groupe 3 | 6e          | 34          | 22          | 10          | 4           | 8           | 29          | 30          | -1          | 64es de finale      |
| 2023-2024 | 3e Argent   | 3e          | 27          | 18          | 7           | 6           | 5           | 19          | 20          | -1          | 128es de finale     |

## Personnalités du club

### Entraîneurs
La liste suivante présente les différents entraîneurs du club depuis 1957.
- German Zolotoukhine (1957-août 1958)
- Sergueï Foursov (août 1958-décembre 1959)
- Saveli Safronov (janvier 1960-décembre 1960)
- Viatcheslav Orlov (1961)
- Nikolaï Senioukov (1962)
- Valentin Artemiev (janvier 1963-avril 1963)
- Nikolaï Parchine (mai 1964-juin 1964)
- Vassili Iepichine (juillet 1964-décembre 1964)
- Vitali Vatskevitch (janvier 1965-septembre 1966)
- Aleksandr Mouchkovets (septembre 1966-novembre 1966)
- Boris Razinsky (novembre 1966-mai 1968)
- Dmitri Siniakov (mai 1968-septembre 1968)
- Nikolaï Iefimov (janvier 1969-mai 1970)
- Vladimir Pobaliaïev (mai 1970-décembre 1970)
- Viktor Belov (janvier 1971-mai 1974)
- Iouri Koussourov (juin 1974-juillet 1974)
- Anatoli Arkhipov (août 1974-décembre 1974)
- Iouri Soukhomlinov (1975-1977)
- Vladimir Mikhaïlov (1978-1979)
- Iouri Litvinov (1980-1981)
- Boris Streltsov (1982-1984)
- Nikolai Kiselev (1984-1985)
- Iouri Soukhomlinov (avril 1985-1986)
- Jemal Silagadze (1986)
- Valeri Tretiakov (1987)
- Vladimir Mikhaïlov (1987-1988)
- Iouri Soukhomlinov (1989)
- Aleksandr Ignatenko (1990-1993)
- Boris Streltsov (1994)
- Valeri Tretiakov (janvier 1995-décembre 1997)
- Vladimir Fedotov (février 1998-juin 1998)
- Valeri Tretiakov (juin 1998-décembre 1998)
- Stanislav Bernikov (janvier 1999-août 1999)
- Sergueï Savtchenkov (septembre 1999-juin 2000)
- Guennadi Sochenko (juin 2000-juillet 2000)
- Vladimir Dergatch (juillet 2000-octobre 2000)
- Guennadi Sochenko (octobre 2000-décembre 2000)
- Vladimir Ievsioukov (décembre 2000-juin 2001)
- Valeri Tretiakov (juin 2001-novembre 2001)
- Anatoli Davydov (décembre 2001-mai 2005)
- Vladimir Faïzouline (mai 2005-décembre 2005)
- Stanislav Bernikov (mars 2006-septembre 2006)
- Sergueï Machinine (septembre 2006-janvier 2007)
- Alekseï Petrouchine (janvier 2007-décembre 2007)
- Soferbi Echougov (décembre 2007-décembre 2008)
- Guennadi Stiopouchkine (janvier 2009-juin 2009)
- Valeri Tretiakov (juin 2009-novembre 2009)
- Sergueï Machinine (novembre 2009-)

### Joueurs emblématiques
Les joueurs internationaux suivants ont joué pour le club. Ceux ayant évolué en équipe nationale lors de leur passage au Metallourg sont marqués en gras.
- Dmitri Ogorodnik (en)
- Konstantin Kovalenko
- Oleg Musin (en)
- Sergueï Jounenko (en)
- Aleksandrs Jeļisejevs
- Valentīns Lobaņovs
- Mihails Ziziļevs (en)
- Tomas Kančelskis (en)
- Saulius Mikalajūnas (en)
- Audrius Šlekys (en)
- Tomas Žiukas (en)
- Sergey Lushan (en)
- Andreï Chichkine (en)
- Ievgueni Dolgov (en)
- Ilshat Faïzouline
- Sergueï Filippenkov
- Igor Skliarov
- Andreï Manannikov
- Wýaçeslaw Krendelew
- German Apukhtin
- Eduard Dubinski
- Iouri Kovaliov
- Boris Razinsky
- Oleg Sergueïev